# Sarto (personaggio)
Il sarto è un personaggio immaginario presente ne I promessi sposi, romanzo di Alessandro Manzoni. È conosciuto anche come il Sarto del villaggio.

## Biografia del personaggio
Egli insieme alla moglie assiste Lucia appena liberata dal Castello dell'Innominato, offrendo ospitalità a lei e alla madre. Si dimostra intelligente e, rispetto alla maggioranza dei suoi contemporanei, sa leggere e ha studiato alcuni libri. È anche un uomo generoso: lo comprendiamo non solo dal dono che invia alla vedova, ma anche dal fatto che nell'anno della carestia lavora a credito per quei suoi compaesani che non possono pagarlo (cap.XXIV). Si compiace di esibire la sua cultura e per questo soffre della sua incapacità di rispondere adeguatamente ai ringraziamenti del Cardinale Borromeo se non con un banale "Si figuri!".
(Cap. XXIV)